# خالد بوسليو
خالد بوسليو (من مواليد 10 ديسمبر 1997) هو لاعب كرة قدم جزائري محترف يلعب مع نادي اتحاد الجزائر في الرابطة الجزائرية المحترفة الأولى.

## مسيرته

### مع نادي شباب بلوزداد
جاء خالد بوسليو من حي فقير بمدينة سكيكدة ليحقق حلمه في الجزائر العاصمة، حيث كان يعمل في مقهى لتأمين قوت يومه.
وافق مدرب النادي الأسبق الطاهر شريف الوزاني على توقيع بوسليو بعد إغراءه بالقوة الانفجارية والسرعة والبراعة الفنية لهذا الجناح المراوغ والماهر أمام المرمى.
لم يضيع خالد بوسليو أي وقت، وواصل عمله بجد واستغل أحيانًا بضع دقائق من اللعب. ثقة الوزاني كانت الدافع، كما لعب وصول عبد القادر العمراني دورا كبيرا في مسيرة اللاعب. يتولى بوسليو دورًا جديدًا ضمن القوى العاملة البلوزدادية، وهو دور الجوكر. وهو الدور الذي يبدو أنه يناسبه وهو الذي يواصل عروضه المقنعة. وأوضح العمراني: "إنه لا يزال شابًا، وباعتباري فنيًا، يجب أن أحافظ عليه وأراقب تقدمه". وللاحتفال بأول كأس الجزائر 2019 [الإنجليزية]، قام "السكيكدي" (كما يلقبه زملاؤه) بتمريرة جديدة ويسجل هدفه الأول بين المحترفين ليفوز بلقبه الأول.
وفي موسمه الثاني، واصل بوسليو تألقه رغم رحيل العمراني ووصول الفرنسي فرانك دوما وإنهاء الموسم مبكرا بسبب جائحة كوفيد-19 في الجزائر. لكنه فاز باللقب الأول في الرابطة الجزائرية المحترفة الأولى. وبدأ بوسليو يعاني من عدة إصابات أثرت على مسيرته مع شباب بلوزداد، ومع تغير أهداف النادي وسياسة التعاقد مع النجوم، انتهت مسيرته مع بلوزداد، والتي فاز خلالها بخمسة ألقاب.

### اتحاد الجزائر
وفي 20 يوليو 2022، وقع خالد بوسليو عقدًا لمدة عامين مع اتحاد الجزائر، بعد فسخ عقده مع شباب بلوزداد بالتراضي. بعد بداية صعبة حيث لم يعتمد عليه بوعلام شارف، وكانت المباراة الأولى يوم 3 ديسمبر كبديل، مع ظهور عبد الحق بن شيخة، استعاد بوسليو الثقة وفي أول مباراة في دور المجموعات لكأس الكونفدرالية ضد سانت إيلوا لوبوبو سجل بوسليو هدفين. وفي مباراة الإياب من ربع النهائي ضد نادي الجيش الملكي، بعد دخوله كبديل، سجل بوسليو هدفا عن طريق رفع الكرة ساهم في تأهل اتحاد العاصمة إلى نصف النهائي. شارك بوسليو أساسيا في المباراة أمام أسيك ميموزا وسجل أول هدف ليتأهل للنهائي القاري الأول في تاريخه بعد الاعتماد عليه سابقًا باعتباره الجوكر. في 3 يونيو 2023، فاز بوسليو باللقب الأول في مسيرته الكروية بفوزه بكأس الاتحاد الأفريقي 2022–23 بعد فوزه على يانغ أفريكانز التنزاني.

## إحصائيات المسيرة

### مع الأندية
آخر تحديث 15 يوليو 2023.
| النادي             | الموسم             | الرابطة                  | الرابطة | الرابطة | الكأس  | الكأس   | البطولات القارية | البطولات القارية | الأخرى | الأخرى  | المجموع | المجموع |
| النادي             | الموسم             | الدرجة                   | الظهور  | الأهداف | الظهور | الأهداف | الظهور           | الأهداف          | الظهور | الأهداف | الظهور  | الأهداف |
| ------------------ | ------------------ | ------------------------ | ------- | ------- | ------ | ------- | ---------------- | ---------------- | ------ | ------- | ------- | ------- |
| شباب بلوزداد       | 2018–19            | الرابطة الجزائرية الأولى | 20      | 0       | 8      | 1       | —                | —                | —      | —       | 28      | 1       |
| شباب بلوزداد       | 2019–20            | الرابطة الجزائرية الأولى | 17      | 1       | 2      | 0       | 4                | 0                | —      | —       | 23      | 1       |
| شباب بلوزداد       | 2020–21            | الرابطة الجزائرية الأولى | 11      | 2       | —      | —       | 1                | 0                | 1      | 0       | 13      | 2       |
| شباب بلوزداد       | 2021–22            | الرابطة الجزائرية الأولى | 19      | 5       | —      | —       | 10               | 1                | —      | —       | 29      | 6       |
| شباب بلوزداد       | المجموع            | المجموع                  | 67      | 8       | 10     | 1       | 15               | 1                | 1      | 0       | 93      | 10      |
| اتحاد الجزائر      | 2022–23            | الرابطة الجزائرية الأولى | 10      | 0       | 1      | 0       | 11               | 4                | —      | —       | 22      | 4       |
| اتحاد الجزائر      | 2023–24            | الرابطة الجزائرية الأولى | 0       | 0       | 0      | 0       | 0                | 0                | —      | —       | 0       | 0       |
| المجموع            | المجموع            | المجموع                  | 0       | 0       | 0      | 0       | 0                | 0                | —      | —       | 0       | 0       |
| المجموع في المسيرة | المجموع في المسيرة | المجموع في المسيرة       | 77      | 8       | 11     | 1       | 26               | 5                | 1      | 0       | 115     | 14      |

1. 1 2  جميع ظهوره في كأس الكونفيدرالية الإفريقية
2. 1 2  جميع ظهوره في دوري أبطال إفريقيا
3. ↑  جميع ظهوره في كأس السوبر الجزائري

## الإنجازات
مع نادي شباب بلوزداد
- الرابطة الجزائرية المحترفة الأولى: 2019–20،[7] الرابطة الجزائرية المحترفة الأولى لكرة القدم 2020-21 [الإنجليزية]،[13] الرابطة الجزائرية المحترفة الأولى لكرة القدم 2021-22 [الإنجليزية][14]
- كأس الجزائر: 2019 [الإنجليزية][5]
- كأس السوبر الجزائري: 2019 [الإنجليزية][15]

مع نادي اتحاد الجزائر
- كأس الكونفيدرالية الإفريقية: 2022–23 [16]
- كأس السوبر الإفريقي: 2023 [17]